# Antíoco X Éusebes
Antíoco X Éusebes de la dinastía seléucida, fue rey de Siria entre 95 a. C.–90 a. C.?. Hijo de Antíoco IX. Comenzó su reinado en el año 95 a. C. y su primer logro fue la derrota de su doble medio primo/primo segundo, Seleuco VI Epífanes, vengando así la reciente muerte de su padre, Antíoco IX. Los sobrenombres que tomó dicen gran parte de su historia: Éusebes (piadoso) y Filopator (que ama a su padre), aunque Apiano cree que el primer apodo se lo dieron como broma, puesto que se casó con Cleopatra Selene, que había sido anteriormente esposa de su padre. Su dominio apenas se extendía fuera de Antioquía. Luchó una y otra vez contra los cuatro hermanos de Seleuco VI, los nabateos y los partos. Uno de los hermanos de Seleuco VI, Filipo I Filadelfo, lo derrotó. Sus hechos tras el año 90 a. C. no son bien conocidos.

El Imperio seléucida en el 92. a. de C., con los territorios de Demetrio, Antíoco y Filipo.

La fecha de su muerte por lo tanto se desconoce. Josefo narra que cayó en combate en torno al año 90 a. C. luchando contra los partos –y su posesión de Antioquía ciertamente la había perdido ya en favor de Filipo I– mientras que por ejemplo Apiano habla de que fue derrotado cuando el rey armenio Tigranes invadió Siria para el año 83 a. C., pero en tal caso sus acciones entre una y otra fecha son desconocidas. Un hijo de Antíoco X, de nombre Antíoco XIII Asiático fue rey cliente en Siria después de que el general romano Pompeyo derrotara a Tigranes. Por otra parte, Eusebio señala que los habitantes de Alejandría llamaron a Antíoco para que fuera a gobernar a Egipto, pero entonces murió por una enfermedad.